# フジファブリック
フジファブリックは、日本のロックバンド。2000年に山梨県富士吉田市で志村正彦を中心に結成され、幾度ものメンバーチェンジを経て2004年にメジャーデビューした。
2000年代の日本のオルタナティヴ・ロックを代表するバンドとして人気を博すが、2009年12月に志村が急逝。その後は残された山内総一郎、金澤ダイスケ、加藤慎一で活動を継続。現在は既に志村在籍時の年数を追い越しており、精力的に活動を続けていた。
2024年7月3日、「この20年間でバンドに対してすべてを出し尽くした」という理由からメンバーの金澤が脱退を申し出たことで、今後のバンドとしての活動継続が困難と判断した事から、2025年2月にバンド活動を休止することを発表した。
バンド名の由来は結成時のドラマーの実家が営む繊維会社「富士ファブリック」（山梨県富士吉田市）だが、2010年以降富士吉田市含む富士山周辺地域を出身地とするメンバーは一人も在籍していない。

## 活動休止時のメンバー
| 氏名                                  | パート    | 生年月日・出身地                        | 在籍期間     | 備考                                                              |
| ------------------------------------- | --------- | --------------------------------------- | ------------ | ----------------------------------------------------------------- |
| 山内 総一郎 （やまうち そういちろう） | Gt. / Vo. | 1981年10月25日（43歳） 大阪府茨木市     | 2003年8月 -  | - 加入直後はサポートメンバー扱いだったが、2004年1月より正式加入。 |
| 金澤 ダイスケ （かなざわ だいすけ）   | Key.      | 1980年2月9日（45歳） 茨城県久慈郡大子町 | 2002年12月 - | - 加入直後はサポートメンバー扱いだったが、2003年1月より正式加入。 |
| 加藤 慎一 （かとう しんいち）         | Ba.       | 1980年8月2日（45歳） 石川県金沢市       | 2002年8月 -  | - 加入直後はサポートメンバー扱いだったが、2003年1月より正式加入。 |

### 旧メンバー
| 氏名                            | パート    | 生年月日・出身地                                          | 在籍期間               | 備考 |
| ------------------------------- | --------- | --------------------------------------------------------- | ---------------------- | --- |
| 志村 正彦 （しむら まさひこ）   | Vo. / Gt. | 1980年7月10日 ～2009年12月24日（29歳没） 山梨県富士吉田市 | 2000年4月 - 2009年12月 | - バンド結成の中心人物。 - 初期メンバーではメジャーデビュー時点で唯一残っていた。 - 在籍中は全曲の作詞とほとんどの曲の作曲を担当していた。      |
| 渡辺 平蔵 （わたなべ へいぞう） | Ba.       | 山梨県富士吉田市                                          | 2000年4月 - 2001年8月  | - 初期メンバー。 - 現在は神主となっている。 |
| 小俣 梓司 （おまた しんじ）     | Key.      | 山梨県富士吉田市                                          | 2000年4月 - 2001年8月  | - 初期メンバー。在籍時は大学生だった。 - 脱退後は家業を継いで帰郷したが、その後中央大学法科大学院へ進学、2014年司法試験に合格し弁護士となった。 |
| 渡辺 隆之 （わたなべ たかゆき） | Dr.       | 山梨県富士吉田市                                          | 2000年4月 - 2003年9月  | - 初期メンバー。 - バンド名は実家が営む繊維会社に由来。                                                                                         |
| 萩原 彰人 （はぎわら あきと）   | Gt.       |                                                           | 2001年9月 - 2002年8月  | - 脱退後「ムジカラグー」を結成。 |
| 加藤 雄一 （かとう ゆういち）   | Ba.       |                                                           | 2001年9月 - 2002年8月  | - 脱退後「ムジカラグー」を結成。 |
| 田所 幸子 （たどころ さちこ）   | Key.      | 2001年9月 - 2002年12月                                    |                        | |
| 足立 房文 （あだち ふさふみ）   | Dr.       | 1980年5月14日（45歳） 東京都                              | 2003年10月 - 2006年3月 | - 加入直後はサポートメンバー扱い、2004年1月より正式加入。 - 脱退後は幾つかのバンドに所属した後、音楽制作会社を設立した。                        |

### 主なサポートメンバー
- 「所属・参加アーティスト」欄の★印はサポートメンバーとして参加しているもの。

| 氏名                                    | パート | 生年月日・出身地                         | 所属・参加アーティスト                                 | 備考 |
| --------------------------------------- | ------ | ---------------------------------------- | ------------------------------------------------------ | --- |
| 名越 由貴夫 （なごし ゆきお）           | Gt.    | 1965年1月10日（60歳） 岡山県             | Co/SS/gZ YEN TOWN BAND 椎名林檎★                       | - 「フラッシュダンス」のレコーディングに参加 - 『VOYAGER』『LIFE』のリリースツアーに帯同                                                   |
| 城戸 紘志 （きど ひろし）               | Dr.    | 1981年7月28日（44歳） 京都府八幡市       | HYDE★ 秋山黄色★ 緑黄色社会★                            | - 『TEENAGER』のレコーディングに参加 - 2006 - 2008年に行われたライブ・ツアーのほとんどに帯同                                               |
| 刄田 綴色 （はた としき）               | Dr.    | 1976年10月5日（48歳） 島根県邑智郡川本町 | scope 東京事変 ヒグチアイ★ RADWIMPS★                   | - 『CHRONICLE』の一部楽曲および『MUSIC』『STAR』の多くの楽曲でレコーディングに参加 - 2009 - 2011年に行われたライブ・ツアーのほとんどに帯同 |
| BOBO（堀川 裕之） （ほりかわ ひろゆき） | Dr.    | 1974年9月27日（50歳） 神奈川県川崎市     | 54-71 くるり★ TK from 凛として時雨★ MIYAVI★ Vaundy★    | - 『VOYAGER』～『F』までの多くの楽曲でレコーディングに参加 - 2012 - 2018年に行われたライブ・ツアーの大半に帯同                             |
| 玉田 豊夢 （たまだ とむ）               | Dr.    | 1975年6月23日（50歳） 大分県臼杵市       | 100s 椎名林檎★ いきものがかり★ 斉藤和義★ レキシ★       | - 『LIFE』の一部楽曲及び『F』『I Love You』の大半のレコーディングに参加 - 2019年に行われたライブ・ツアーの大半に帯同、2021年以降も参加     |
| 伊藤 大地 （いとう だいち）             | Dr.    | 1980年3月8日（45歳） 東京都西東京市      | ex.SAKEROCK グッドラックヘイワ 真心ブラザーズ★ 星野源★ | - 2020年以降多くのライブ・ツアーに帯同 - 『I Love You』以降のレコーディングにも参加                                                        |

その他、主な参加ミュージシャンは以下の通り。

Fredrik Okazaki Bergström（Dr./『CHRONICLE』のM2,9を除く全曲のレコーディングに参加）
nico（Dr./ライブに帯同）
mabanua（Dr./「音の庭」のレコーディングに参加）
朝倉真司（Per./「月見草」のレコーディングに参加）
あらきゆうこ（Dr./「はじまりのうた」のレコーディングに参加、ライブにも帯同）
伊東真一（Gt./ライブに帯同）
内田麒麟/内田佳宏（Vc./「Upside Down」「春の雪」「Green Bird」「音の庭」のレコーディングに参加）
岡本啓佑（Dr./ライブに帯同）
河村”カースケ”智康（Dr./「東京」「光あれ」のレコーディングに参加）
河村吉宏（Dr./ライブに帯同）
榊原良太（Dr./ライブに帯同）
森信行（Dr./ライブに帯同）
森瑞希（Dr./「ミラクルレボリューションNo.9」「プラネタリア」のレコーディングに参加、ライブにも帯同）
山口美代子（Dr./ライブに帯同）

## バンド編成
| 期    | 期間                   | 正メンバー | サポートメンバー                                                                                           | 備考 |
| ----- | ---------------------- | --- | --- | --- |
| 第1期 | 2000年4月 - 2001年8月  | - Vo.／Gt.：志村正彦 - Ba.：渡辺平蔵 - Key.：小俣梓司 - Dr.／Cho.：渡辺隆之                                   | ― | 『富士ファブリック』名義。 2001年8月解散。 |
| 第2期 | 2001年9月 - 2002年12月 | - Vo.／Gt.：志村正彦 - Gt.：萩原彰人 - Ba.／Cho.：加藤雄一 - Key.：田所幸子 - Dr.／Cho.：渡辺隆之             | - Ba.：加藤慎一 - Key.：金澤ダイスケ                                                                       | サポートメンバーの2人は前任者の脱退後、正式にメンバーとして加入。 萩原、加藤雄一は『アラカルト』発売時には脱退していたため、作品のクレジットではサポートメンバーとして表記。 |
| 第3期 | 2003年1月 - 2003年12月 | - Vo.／Gt.：志村正彦 - Ba.／Cho.：加藤慎一 - Key.／Cho.：金澤ダイスケ - Dr.／Cho.：渡辺隆之                   | - Gt.：山内総一郎 - Dr.：足立房文                                                                          | 足立は渡辺の脱退後に参加。 |
| 第4期 | 2004年1月 - 2006年3月  | - Vo.／Gt.：志村正彦 - Gt.／Cho.：山内総一郎 - Ba.／Cho.：加藤慎一 - Key.／Cho.：金澤ダイスケ - Dr.：足立房文 | ― | メジャーデビュー時のメンバー編成。 |
| 第5期 | 2006年4月 - 2009年12月 | - Vo.／Gt.：志村正彦 - Gt.／Cho.：山内総一郎 - Ba.／Cho.：加藤慎一 - Key.／Cho.：金澤ダイスケ                 | - Dr.：城戸紘志 - Dr.：刄田綴色 - Dr.：森信行                                                              | 正式なドラマーを置かず、サポートメンバーを入れて活動。 |
| 第6期 | 2010年1月 - 2025年2月  | - Vo.／Gt.：山内総一郎 - Ba.／Cho.：加藤慎一 - Key.／Cho.：金澤ダイスケ                                       | - Gt.：名越由貴夫 - Dr.：BOBO（54-71） - Dr.：玉田豊夢 - Dr.：刄田綴色 - Dr.：あらきゆうこ - Dr.：伊藤大地 | 志村が亡くなった後のメンバー編成。 （2011年までは公式HPでは志村もメンバーとして表記されていた。）                                                                            |

## 略歴
2000年
4月 - 志村正彦が地元の山梨県富士吉田市で高校時代のコピーバンドのメンバーだった渡辺隆之、渡辺平蔵、小俣梓司と共に結成、ライブ活動をスタートさせる。
2001年
8月 - 一時解散。
9月 - 志村と渡辺に萩原彰人、加藤雄一、田所幸子を加えて再結成。デモテープ「茜色の夕日/線香花火」を録音する。
2002年
8月 - 萩原、加藤が脱退。ムジカラグー結成。
10月21日 - インディーズ1stアルバム『アラカルト』発売。
12月 - 田所が脱退。知人の紹介で金澤ダイスケ、加藤慎一がサポートとして参加する。
2003年
1月 - 金澤ダイスケ、加藤慎一が正式加入。
6月21日 - インディーズ2ndアルバム『アラモード』発売。
8月 - 山内総一郎がサポートとして参加する。
9月 - 渡辺が脱退。足立房文がサポートとして参加する。
2004年
1月 - 山内総一郎、足立房文が正式加入。
2月18日 - プレ・デビューアルバム『アラモルト』にて実質上メジャーデビュー。
4月14日 - 1stシングル『桜の季節』でメジャーデビュー。
7月14日 - 2ndシングル『陽炎』発売。
9月29日 - 3rdシングル『赤黄色の金木犀』発売。
11月3日 - 1stアルバム『フジファブリック』発売。
2005年
2月2日 - 4thシングル『銀河』発売。
6月1日 - 5thシングル『虹』発売。
9月7日 - 6thシングル『茜色の夕日』発売。
11月9日 - 2ndアルバム『FAB FOX』発売。また、同日より「MONONOKE JAKARANDA TOUR」スタート（2006年1月まで）。
2006年
2月22日 - 初の映像作品集『FAB CLIPS』発売。
3月27日 - 足立が脱退。
4月 - エフエム山口で『フジファブリックのGUCHI GUCHI言わせて』スタート。
5月3日 - 初めて日比谷野外大音楽堂にてライブを行う。このライブの模様は後に映像化された。
7月12日 - ライブDVD『Live at 日比谷野音』発売。
10月 - 自主制作ネットラジオ『フジファブリックのネトネト言わせて』スタート。
2007年
1月10日 - 7thシングル『蒼い鳥』発売。初のオリコンチャートTOP10入りを果たす。
6月6日 - 8thシングル『Surfer King』発売。
9月5日 - 9thシングル『パッション・フルーツ』発売。
11月7日 - 10thシングル『若者のすべて』発売。
12月15日 - 両国国技館にてライブを行う。フジファブリック初のアリーナ公演となった。
2008年
1月23日 - 3rdアルバム『TEENAGER』発売。
12月8日 - 「Dream Power ジョン・レノン スーパー・ライヴ2008」出演。
12月17日 - ライブDVD『Live at 両国国技館』発売。
2009年
4月8日 - 11thシングル『Sugar!!』発売。J SPORTSによるワールド・ベースボール・クラシック中継のテーマソングとなり、翌2010年、J SPORTS STADIUMのテーマソングとして使用された。
5月20日 - 4thアルバム『CHRONICLE』発売。
12月24日 - 志村が死去。翌日公式サイトで正式に発表される。
12月30日 - 志村の死に伴い「COUNT DOWN JAPAN 09/10」出演をキャンセル。替わりに過去の出演映像を上映した。同フェスでは、28日の初日公演に出演した奥田民生、TRICERATOPS、29日に出演した氣志團 らがフジファブリックの曲を演奏し、奥田は演奏中に感極まって号泣する場面があった。
2010年
1月 - ソニー・ミュージックアソシエイテッドレコーズへ移籍。
1月21日 - 志村のお別れ会「志村會（しむらかい）」開催。また同日、金澤、加藤、山内の3人がコメントを発表し、富士急ハイランドで開催される「フジフジ富士Q」に向けて準備を行うことを表明した。
2月12日 - 「フジフジ富士Q」開催詳細を発表。バンドと交流のあるアーティストに出演を依頼し、フジファブリックと共演・演奏するというスタイルでの開催が決定。
4月14日 - 志村が遺した曲を基に、7月末のリリースに向けてアルバムのレコーディング中であることを発表。また同時に、初のコンプリート・シングルコレクションと完全限定BOXのリリースを発表。
5月16日 - JAPAN JAM 2010に、吉井和哉のバックバンドとして参加。フジファブリックとしては志村の死後初のステージとなった。
5月28日 - 5thアルバムの完成とリリースを発表。
6月30日 - コンプリート・シングルコレクション『SINGLES 2004-2009』、完全生産限定BOX『FAB BOX』同時リリース。
7月17日 - 富士急ハイランドにて「フジフジ富士Q」開催。
7月28日 - 5thアルバム『MUSIC』発売。
8月27日 - 金澤、加藤、山内が3人でフジファブリックとしての活動を続行していくことを表明した。
11月27日 - 『東京、音楽、ロックンロール [完全版]』発売が決まる。
12月10日 - 『志村正彦全詩集』発売が決まる。
以降、各メンバーはサポートミュージシャンとして、くるり、斉藤和義、ASIAN KUNG-FU GENERATIONなどのライブに参加し、精力的に活動。
2011年
1月14日 - インターネットラジオ「フジファブリックのゆるゆるいかせて」が始まる。
1月28日 - 『東京、音楽、ロックンロール [完全版]』発売。
2月22日 - 『志村正彦全詩集』発売。
4月14日 - フジファブリックデビュー7周年の記念日に、2010年7月17日に開催された「フジフジ富士Q」の上演イベント、「フジファブリックpresentsフジフジ富士Q　完全上映會」を東京の渋谷C.C Lemonホールと大阪なんばHatchで同時開催。本編終了後にメンバーからのビデオメッセージが上映され、金澤、加藤、山内の3人でフジファブリックとして再始動することを改めて表明した。現在、2011年中の新作リリースに向けてスタジオ入りしていることも発表された。
4月21日 - 『フジファブリック presents フジフジ富士Q -完全版-（DVD・Blu-ray）』を2011年7月20日に発売することが決定。
7月20日 - 『フジファブリック presents フジフジ富士Q -完全版-（DVD・Blu-ray）』発売。
7月27日 - 2011年9月21日に6thアルバム『STAR』を発表する予定とともにアルバムのリリースツアーを行うことが決定。
8月6日 - ROCK IN JAPAN FESTIVAL 2011に2年振りに出演。ライブでは山内ボーカルの楽曲の他に、志村がボーカルをとっていた「夜明けのBEAT」、「虹」が披露された。
9月21日 - 6thアルバム『STAR』発売。
2012年
5月16日 - 3人編成となってから初となる12thシングル『徒然モノクローム/流線形』が発売。Wタイアップシングルであり、「徒然モノクローム」はフジテレビのノイタミナで2012年4月12日から放送されるアニメ『つり球』のオープニングテーマに、「流線形」はポッキースペースシャワーTVバージョンCFソングに決定。また、同年6月1日よりこのシングルを引っさげライブハウス23ヶ所を回るツアーを行うことも決定した。
7月19日 - 「徒然流線TOUR 2012」を終了と同時に「Zepp Tour 2012」を行うことが発表された。
10月24日 - 13thシングル『Light Flight』発売。
11月16日 - ライブハウス「仙台Rensa」にて、Zepp Tour 2012「Light Flight」始動。
2013年
2月6日 - 14thシングル『Small World』発売。
3月6日 - 7thアルバム『VOYAGER』発売。
4月17日 - ライブDVD『FAB LIVE』および『FAB LIVE ～Special Limited Edition～』発売。
10月2日 - 1stEP『FAB STEP』発売。
2014年
2月12日 - 15thシングル『LIFE』発売。
4月14日 - デビュー10周年を迎える。全国の映画館で『FAB MOVIE -劇場版-』上映。初の単独武道館公演を11/28に行うことを発表。
4月16日 - ライブDVD『FAB BOX II』および『Live at 渋谷公会堂』、『Live at 富士五湖文化センター』発売。
5月21日 - ライブDVD『FAB LIVE II』発売。
7月30日 - 16thシングル『ブルー/WIRED』発売。
9月3日 - 8thアルバム『LIFE』発売。
2015年
6月1日 - フジファブリック オフィシャルモバイル会員サイト 『FAB CHANNEL』開設。
6月24日 - ミニアルバム『BOYS』発売。
10月14日 - ミニアルバム『GIRLS』発売。
2016年
5月11日 - 17thシングル『ポラリス』発売。「ポラリス」はTVアニメ『マギ シンドバッドの冒険』のエンディングテーマとして書き下ろされた。
11月16日 - 18thシングル『SUPER!!』発売。
12月14日 - 9thアルバム『STAND!!』発売。
2017年
2月15日 - 19thシングル『カンヌの休日 Feat. 山田孝之』発売。山田が主演を務める、テレビ東京系ドラマ『山田孝之のカンヌ映画祭』主題歌として書き下ろされた。
9月22日 山内の自身初となるソロワンマンライブ「Mellow」が福岡県福岡市のGate's7にて初めて開催される。
2018年
4月15日 - 配信限定シングル『電光石火』を発売。これを皮切りに3カ月連続で配信シングルのリリースをスタートさせる。
5月23日 - 配信限定シングル『1/365』を発売。
6月30日 - 配信限定シングル『手紙』を発売。同日、山内のTwitterアカウント開設。
7月21日 - 10月4日から、ハナレグミとのユニット「ハナレフジ」としての全国5ヵ所6公演のツアー＜ハナレフジ LIVE TOUR“宝船”～僕らはすでに持ちあわせている～＞を開催発表。
10月3日 - ミニアルバム『FAB FIVE』、フジファブリックが劇伴を担当した映画『ここは退屈迎えに来て』のコンピレーションアルバムが同時に発売。
2019年
1月23日  - 10thアルバム『F』を発売。
4月14日  - 配信限定シングル『オーバーライト』を発売。
5月19日  - 配信限定シングル『ゴールデンタイム』を発売。
7月10日 -  志村正彦没後10年に際し2009年に行われた生前最後のツアーのライブ、ドキュメンタリーが収録される「FAB BOX III」のリリースが決定する。更に発売直前の7月6日にバンドとして所縁の深い、ふじさんホール(旧富士五湖文化センター)にて同作品の上映會を開催する。
7月24日 - 20thシングル『ゴールデンタイム』発売。
8月9日 - テレビ朝日系『ミュージックステーション』初出演、「若者のすべて」を演奏。
8月28日 - フジファブリック史上初のファン投票により決められた15曲がそれぞれ収録されるプレイリストアルバム『FAB LIST1』、『FAB LIST2』が同時にリリースされる。
10月20日 - デビュー15周年を記念し、大阪・大阪城ホールにてライブ「フジファブリック 15th anniversary SPECIAL LIVE at 大阪城ホール2019『IN MY TOWN』」を開催。
11月10日 - 日本テレビ系『バズリズム02』番組内の楽曲共作プロジェクト"バカリズムと"においてバカリズムとのコラボ曲「Tie Up」が配信リリースされる。同日横浜アリーナで開催されたバズリズム LIVE 2019で初披露される。
2020年
2月1日 - フジファブリック LIVE TOUR 2020 "I FAB U"が横浜ベイホールを皮切りにスタート。
2月9日 - 金澤が40歳になることを記念し「フジファブリック金澤ダイスケ生誕祭 -Flyaway-」がEX THEATER ROPPONGIにて開催される。
2月11日 - 志村の半生と、彼が残したフジファブリックの楽曲を支えに生きる同世代（いわゆる「失われた世代」）の現状に焦点を当てた「若者のすべて～"失われた世代"のあなたへ～」が、NHK総合テレビの『ひとモノガタリ』（18:05 - 18:35）で全国向けに放送。生前志村が出演したライブの収録映像や、初期メンバーの小俣・渡辺隆之・渡辺平蔵による証言映像などで構成されたドキュメンタリーで、西田尚美がナレーターを務めた。
2月26日 - ライブ映像作品『フジファブリック 15th Anniversary SPECIAL LIVE at 大阪城ホール2019 「IN MY TOWN」』発売。
6月3日 - 配信限定シングル『光あれ』を発売。
11月16日 - 新曲『楽園』をテレビアニメ『Dr.STONE』第2期オープニングテーマとして提供。同時にタイトル曲を収録したシングルを来年2月3日に発売することを発表した。
2021年
2月3日 - 21stシングル『楽園』を発売。
3月10日 - 11thアルバム『I Love You』を発売。
6月4日 - フジファブリック LIVE TOUR 2021 "I Love You"が仙台GiGSを皮切りにスタート（6月30日のZepp Tokyoまで）。
7月19日 - フジファブリック オフィシャルモバイル会員サイト「FAB CHANNEL」にてネットラジオ『フジファブリックのゆるゆるいかせて』の後継番組となる『FAB'S TV』が初更新、放送がスタート。
8月26日 - 加藤の自身初となるソロトークライブ "Wondering with you" が渋谷EURO LIVEにて初開催。
10月1日 - NHKみんなのうたにおいて新曲「音の庭」が初放送される。
10月7日 - 新曲「君を見つけてしまったから」をテレビドラマ『つまり好きって言いたいんだけど、』オープニングテーマとして提供。11月4日放送の同ドラマ第5話にはメンバー3人が特別出演。
10月25日 - 山内の40歳の誕生日を記念し、「山内総一郎生誕祭 〜October Ensemble〜」がZepp Hanedaにて開催。
11月24日 - 22ndシングル『君を見つけてしまったから/音の庭』を発売。
12月22日 - 山梨県富士吉田市の富士急行線下吉田駅の列車接近音が「若者のすべて」、「茜色の夕日」に変更、志村の歌声がそのまま使用される。
2022年
2月10日 - LINE CUBE SHIBUYA（渋谷公会堂）にて「フジファブリック HALL LIVE 2022-HALL NEW WORLD-」を開催。
3月16日 - 山内の個人名義での初のアルバム『歌者 -utamono-』が発売される。
5月22日 - フジファブリック LIVE TOUR 2022 〜From here〜 がEX THEATER ROPPONGIを皮切りにスタート。7月30日のファイナルで3度目となる日比谷野外大音楽堂での公演が決定。
2023年
2月10日 - 配信シングル『ミラクルレボリューションNo.9』を発売。2023 ワールド・ベースボール・クラシックのJ SPORTS中継テーマソングとして起用された。
3月3日 - フジファブリック 2マンライブ『フジフレンドパーク 2023』がZepp Fukuokaを皮切りにスタート。(3月29日のZepp DiverCity Tokyoまで。)
3月15日 - フジファブリック 2マンライブ『フジフレンドパーク 2023』の開催に先立ちフレデリックとのコラボ楽曲、配信シングル『瞳のランデヴー』が発売される。
4月14日 - デビュー19周年を記念し、フジファブリック ワンマンライブ『Dance Sing Revolution No.19』を中野サンプラザにて開催する。
6月14日 - 配信限定シングル『Particle Dreams』が発売される。
6月28日 - フジファブリック LIVE TOUR 2023"Prticle Dreams"が仙台Rensaを皮切りにスタート。(全5か所5公演、7月17日の大阪府豊中市の服部緑地野外音楽堂まで)
10月1日 - フジファブリック「プラネットコロコロTOUR 2023」が広島クラブクアトロを皮切りにスタート。(全8か所8公演、11月1日のZepp DiverCity Tokyoまで)
10月25日 - 23rdシングル『プラネタリア』を発売。テレビアニメ『新しい上司はど天然』のオープニングテーマとして提供。
2024年
2月28日 - 12thアルバム『PORTRAIT』を発売。
4月14日 - デビュー20周年を盛り上げる2つのアニバーサリーライブの1つ目のライブ、フジファブリック 20th Anniversary SPECIAL LIVE at LINE CUBE SHIBUYA 2024「NOW IS」をLINE CUBE SHIBUYA（渋谷公会堂）にて開催する。
7月3日 - 2025年2月にバンド活動を休止することを発表。
8月4日 - その2つ目のライブ、東京ガーデンシアターにてフジファブリック20th anniversary SPECIAL LIVE at TOKYO GARDEN THEATER 2024「THE BEST MOMENT」を開催する。
11月10日 - 大阪・大阪城ホールにてフジファブリック20th Anniversary 3マンSPECIAL LIVE at OSAKA-JO HALL 2024「ノンフィクション」を開催する。(ゲストアーティストはくるり、ASIAN KUNG-FU GENERATION)
11月20日 - 『若者のすべて』がオリコン週間ストリーミングランキングにて自身初の1億回再生を突破。
2025年
2月6日 - NHKホールでラストライブ「フジファブリック LIVE at NHKホール」を開催。本公演を以って活動を休止した。
2月28日 - 会員サイト「FAB CHANNEL」のサービス終了。その後、メンバー3人はそれぞれの活動に入る予定。

## ディスコグラフィー

### 書籍作品
|                    | 発売日         | タイトル                                                          | 著者                  | ISBN              | 発売元                             |
| バンドスコア       | バンドスコア   | バンドスコア                                                      | バンドスコア          | バンドスコア      | バンドスコア                       |
| ------------------ | -------------- | ----------------------------------------------------------------- | --------------------- | ----------------- | ---------------------------------- |
| 1                  | 2005年4月4日   | フジファブリック                                                  | ―                     | 4-401-35252-1     | Shinko Music Entertainment         |
| 2                  | 2006年3月8日   | FAB FOX                                                           | ―                     | 4-401-35282-3     | Shinko Music Entertainment         |
| 3                  | 2011年4月30日  | TEENAGER                                                          | ―                     | 978-4-401-35589-1 | Shinko Music Entertainment         |
| 4                  | 2011年5月30日  | CHRONICLE                                                         | ―                     | 978-4-401-35594-5 | Shinko Music Entertainment         |
| 5                  | 2011年6月30日  | MUSIC                                                             | ―                     | 978-4-401-35595-2 | Shinko Music Entertainment         |
| 6                  | 2012年1月28日  | STAR                                                              | ―                     | 978-4-401-35630-0 | Shinko Music Entertainment         |
| アーティストブック |                |                                                                   |                       |                   |                                    |
| 1                  | 2010年6月30日  | FAB BOOK                                                          | ―                     | 978-4-04-732508-1 | Enterbrain（旧KADOKAWA Magazines） |
| 2                  | 2016年12月8日  | Guitar Magazine Special Artist Series フジファブリック 山内総一郎 | ―                     | 978-4-845-62893-3 | Rittor Music                       |
| その他             |                |                                                                   |                       |                   |                                    |
| 1                  | 2009年5月      | 東京、音楽、ロックンロール                                        | 志村正彦              | 978-4-860-52080-9 | rockin'on inc.                     |
| 2                  | 2011年1月28日  | 東京、音楽、ロックンロール（完全版）                              | 志村正彦              | 978-4-860-52094-6 | rockin'on inc.                     |
| 3                  | 2011年2月22日  | 志村正彦全詩集                                                    | 志村正彦              | 978-4-891-94880-1 | PARCO出版                          |
| 4                  | 2014年11月28日 | 週刊金澤 2007-2014                                                | 金澤ダイスケ          | 978-4-907435-40-0 | SPACE SHOWER BOOKS                 |
| 5                  | 2015年3月24日  | SESSION IN THE KITCHEN                                            | 金澤ダイスケ 伊地知潔 | 978-4-835-62444-0 | ぴあMOOK                           |
| 6                  | 2019年8月28日  | 志村正彦全詩集 新装版                                             | 志村正彦              | 978-4-865-06307-3 | PARCO出版                          |

### 参加作品
|    | 発売日         | タイトル                                                          | 規格品番   | 参加楽曲               |
| -- | -------------- | ----------------------------------------------------------------- | ---------- | ---------------------- |
| 1  | 2003年10月10日 | 前略おめでとう ありがとう                                         | COAR-0026  | 追ってけ追ってけ       |
| 2  | 2005年9月30日  | HAPPY BIRTHDAY, JOHN                                              | TOCT-25899 | LOVE                   |
| 3  | 2006年6月14日  | ROCK is ROFT Red Disc ～SHINJUKU LOFT 30th Anniversary～          | MHCL-798   | 茜色の夕日             |
| 4  | 2007年10月24日 | ユニコーン・トリビュート                                          | SECL-561   | 開店休業               |
| 5  | 2008年3月12日  | sakura songs 2                                                    | UPCH-1591  | 桜の季節               |
| 6  | 2009年6月26日  | DJやついいちろう 1                                                | VICL-63348 | TEENAGER               |
| 7  | 2009年10月14日 | LOVE LOVE LOVE                                                    | TOCT-26896 | I WANT YOU             |
| 8  | 2009年12月9日  | THIS IS FOR YOU ～THE YELLOW MONKEY TRIBUTE ALBUM～               | BVCL-50    | FOUR SEASONS           |
| 9  | 2010年4月21日  | ソラニン songbook                                                 | KSCL-1576  | 赤黄色の金木犀         |
| 10 | 2010年8月4日   | VERSUS. “JAPANESE ROCK VS FPM”                                    | AVCD-38079 | 若者のすべて           |
| 11 | 2010年9月8日   | モテキ的音楽のススメ 土井亜紀・林田尚子盤                         | AICL-2163  | 夜明けのBEAT           |
| 12 | 2011年8月31日  | モテキ的音楽のススメ 映画盤                                       | AICL-2293  | 夜明けのBEAT           |
| 13 | 2011年9月14日  | モテキ的音楽のススメ MTK PARTY MIX盤                              | AICL-2294  | 夜明けのBEAT           |
| 14 | 2011年9月21日  | モテキ的音楽のススメ Covers for MTK Lovers盤                      | AICL-2295  | ぼくらが旅に出る理由   |
| 15 | 2012年1月11日  | FM802 MIDNIGHT GARAGE 10th Anniversary Compilation                | RDCA-9004  | 花屋の娘               |
| 16 | 2012年2月1日   | 俺のスターアルバム inspired by 荒川アンダー ザ ブリッジ THE MOVIE | AICL-2338  | STAR                   |
| 17 | 2012年5月23日  | 東京こんぴ 藍盤                                                   | VICL-63874 | 東京炎上               |
| 18 | 2012年7月4日   | PUFFY COVERS                                                      | KSCL-2061  | Bye Bye                |
| 19 | 2012年7月25日  | プラチナディスク                                                  | VICL-63903 | 夜明けのBEAT           |
| 20 | 2013年7月31日  | レッツゴー！高校軽音部！                                          | KSCL-2266  | 徒然モノクローム       |
| 21 | 2014年7月23日  | 宇宙兄弟 COMPLETE BEST                                            | SVWC-70006 | Small World            |
| 22 | 2014年10月22日 | I♥FC MORE THAN EVER                                               | AICL-2571  | 星を見ている           |
| 23 | 2018年3月28日  | CHATMONCHY Tribute -My CHATMONCHY-                                | KSCL-3099  | きらきらひかれ         |
| 24 | 2019年3月13日  | 楽園十三景                                                        | CTCL-14956 | 戦場に捧げるメロディー |

### 楽曲提供
|    | 発売日         | タイトル                       | アーティスト     | 作詞       | 作曲       | 編曲                       | 収録作品                           |
| -- | -------------- | ------------------------------ | ---------------- | ---------- | ---------- | -------------------------- | ---------------------------------- |
| 1  | 2004年9月2日   | 逆上がりの国                   | 湯川潮音         | 湯川潮音   | 山内総一郎 |                            | 『逆上がりの国』                   |
| 2  | 2008年10月8日  | どんどこ男                     | 藤井フミヤ       | 志村正彦   | 志村正彦   | 佐橋佳幸・フジファブリック | 『F's KITCHEN』                    |
| 3  | 2009年2月25日  | DOKI DOKI                      | PUFFY            | 志村正彦   | 志村正彦   | 志村正彦                   | 『日和姫』                         |
| 4  | 2009年6月17日  | Bye Bye                        | PUFFY            | 志村正彦   | 志村正彦   | 志村正彦                   | 『Bring it！』                     |
| 5  | 2016年4月20日  | お願いジーザス                 | 私立恵比寿中学   | 加藤慎一   | 加藤慎一   | フジファブリック           | 『穴空』                           |
| 6  | 2017年10月25日 | サタデー・ナイト・クエスチョン | 中島愛           | 加藤慎一   | 山内総一郎 | フジファブリック           | 『サタデー・ナイト・クエスチョン』 |
| 7  | 2019年2月20日  | マイ・ソング                   | 花澤香菜         | 山内総一郎 | 山内総一郎 | 佐橋佳幸                   | 『ココベース』                     |
| 8  | 2021年9月1日   | ドラマティックピース           | DIALOGUE+        | 田淵智也   | 田淵智也   | フジファブリック           | 『DIALOGUE+1』                     |
| 9  | 2022年3月9日   | 閃光                           | 三月のパンタシア | みあ       | 山内総一郎 | 山内総一郎・金澤ダイスケ   | 『邂逅少女』                       |
| 10 | 2023年4月19日  | あなたと                       | 20th Century     | 山内総一郎 | 山内総一郎 | 桑田健吾、山内総一郎       | 『あなたと』                       |
| 11 | 2024年7月31日  | 群青の風                       | SUPER EIGHT      | 山内総一郎 | 山内総一郎 | 桑田健吾                   | 『SUPER EIGHT』                    |

## タイアップ一覧
| 使用年 | 曲名                          | タイアップ                                                                                            |
| ------ | ----------------------------- | --- |
| 2004年 | 陽炎                          | テレビ神奈川『saku saku』2004年7月度エンディングテーマ                                                |
| 2004年 | 赤黄色の金木犀                | テレビ東京系『JAPAN COUNTDOWN』2004年9月度エンディングテーマ                                          |
| 2005年 | 虹                            | テレビ東京系『JAPAN COUNTDOWN』2005年6月度オープニングテーマ                                          |
| 2005年 | 茜色の夕日                    | テレビ東京系『JAPAN COUNTDOWN』2005年9月度オープニングテーマ                                          |
| 2005年 | 茜色の夕日                    | テレビ神奈川『saku saku』2005年9月度エンディングテーマ                                                |
| 2005年 | 蜃気楼                        | 映画『スクラップ・ヘブン』エンディングテーマ                                                          |
| 2006年 | Cheese Burger                 | マクドナルド ラジオCMソング                                                                           |
| 2007年 | 蒼い鳥                        | 映画『悪夢探偵』エンディングテーマ                                                                    |
| 2007年 | パッション・フルーツ          | テレビ神奈川『saku saku』2007年9月度エンディングテーマ                                                |
| 2008年 | 若者のすべて                  | 日本テレビ系『音燃え!』2008年1月度オープニングテーマ                                                  |
| 2008年 | 若者のすべて                  | テレビ神奈川『saku saku』2008年1月度エンディングテーマ                                                |
| 2009年 | Sugar!!                       | J SPORTS『2009 ワールド・ベースボール・クラシック（WBC）』中継テーマソング                            |
| 2010年 | Sugar!!                       | J SPORTS『J SPORTS STADIUM 2010』テーマソング                                                         |
| 2010年 | 夜明けのBEAT                  | テレビ東京系ドラマ24『モテキ』オープニングテーマ                                                      |
| 2011年 | 夜明けのBEAT                  | 東宝配給映画『モテキ』オープニングテーマ                                                              |
| 2012年 | 徒然モノクローム              | フジテレビ系ノイタミナ枠アニメ『つり球』オープニングテーマ                                            |
| 2012年 | 流線形                        | ポッキーチョコレート SPACE SHOWER TVバージョン CMソング                                               |
| 2012年 | 流線形                        | 長崎国際テレビ『AIR』5月度オープニングテーマ                                                          |
| 2013年 | Small World                   | 読売テレビ･日本テレビ系アニメ『宇宙兄弟』オープニングテーマ（第39話 - 第51話）                        |
| 2013年 | Small World                   | テレビ東京系『ロック兄弟』2013年2月度エンディングテーマ                                               |
| 2013年 | 若者のすべて                  | フジテレビ系 月9ドラマ『SUMMER NUDE』第2話挿入歌                                                      |
| 2014年 | LIFE                          | フジテレビ系ノイタミナ枠アニメ『銀の匙 Silver Spoon』第2期オープニングテーマ                          |
| 2014年 | ブルー                        | テレビアニメ『アオハライド』エンディングテーマ                                                        |
| 2014年 | WIRED                         | 朝日放送『ごきげん!ブランニュ』8月度エンディング曲                                                    |
| 2015年 | Green Bird                    | MBS・TBS系ドラマ『となりの関くん』主題歌                                                              |
| 2016年 | Girl! Girl! Girl!             | H.I.S.「台湾キャンペーン」CMソング                                                                    |
| 2016年 | Girl! Girl! Girl!             | 長崎国際テレビ『AIR』4月度オープニングテーマ                                                          |
| 2016年 | ポラリス                      | MBS・TBS系アニメ『マギ シンドバッドの冒険』エンディングテーマ                                         |
| 2016年 | 流線形                        | Google Play Music「音楽のある生活・キャンプ篇」CMソング                                               |
| 2017年 | COLORS                        | minimini CMソング                                                                                     |
| 2017年 | カンヌの休日 feat. 山田孝之   | テレビ東京系ドキュメンタリードラマ『山田孝之のカンヌ映画祭』オープニングテーマ                        |
| 2017年 | SUPER!!                       | KBS京都『京都マラソン2017』番組テーマソング                                                           |
| 2017年 | 1／365                        | NHK Eテレ『メディアタイムズ』テーマソング                                                             |
| 2017年 | かくれんぼ                    | Canon「“This” is my life.」ショートムービー『僕たちは今日、お別れします。』テーマソング               |
| 2018年 | 電光石火                      | J SPORTS『J SPORTS STADIUM 2018』テーマソング                                                         |
| 2018年 | 若者のすべて                  | LINEモバイル「虹篇」CMソング                                                                          |
| 2018年 | 虹                            | 松竹配給映画『虹色デイズ』挿入歌                                                                      |
| 2018年 | バウムクーヘン                | 松竹配給映画『虹色デイズ』挿入歌                                                                      |
| 2018年 | Water Lily Flower             | KADOKAWA配給映画『ここは退屈迎えに来て』主題歌                                                        |
| 2018年 | 恋するパスタ                  | SHARP「AQUOS R2」CMソング                                                                             |
| 2019年 | 破顔                          | 日本テレビ「AnichU」ほかアニメ『3D彼女 リアルガール』第2シーズンエンディングテーマ（第13話 - 第23話） |
| 2019年 | オーバーライト                | J SPORTS『J SPORTS STADIUM 2019』テーマソング                                                         |
| 2019年 | ゴールデンタイム              | テレビ東京系アニメ『BORUTO-ボルト- NARUTO NEXT GENERATIONS』オープニングテーマ（第101話 - 第126話）   |
| 2019年 | O.N.E                         | サントリー天然水 GREEN TEA企画プロジェクト「徒然なるトリビュート」第1弾コラボ楽曲                     |
| 2021年 | 楽園                          | テレビアニメ『Dr.STONE』第2期オープニングテーマ                                                       |
| 2021年 | 若者のすべて                  | スカパー!「夏フェスキャンペーン」CMソング                                                             |
| 2021年 | 音の庭                        | NHK『みんなのうた』10月・11月放送曲                                                                   |
| 2021年 | 君を見つけてしまったから      | テレビ東京系ドラマParavi『つまり好きって言いたいんだけど、』オープニングテーマ                        |
| 2021年 | Sugar!!                       | フジテレビ系『ドラフトコント』オープニングテーマ                                                      |
| 2022年 | 光あれ                        | 東京メトロ「Find my Tokyo. 」CMソング（「北参道_ネクストブレイクの熱を秘めた街」篇）                  |
| 2022年 | 若者のすべて                  | テレビ東京系『有吉ぃぃeeeee!そうだ!今からお前んチでゲームしない?』8月度勝手にEDテーマ                 |
| 2022年 | 赤黄色の金木犀                | テレビ東京系『ウイニング競馬』10月度エンディングテーマ                                                |
| 2023年 | ミラクルレボリューション No.9 | J SPORTS『2023 WORLD BASEBALL CLASSIC™』中継テーマソング                                              |
| 2023年 | プラネタリア                  | テレビアニメ『新しい上司はど天然』オープニングテーマ                                                  |

## ヘビーローテーション/パワープレイ

### テレビ
| 放送年 | 曲名         | ヘビーローテーション/パワープレイ                           |
| ------ | ------------ | ----------------------------------------------------------- |
| 2004年 | 陽炎         | スペースシャワーTV 2004年7月度POWER PUSH!                   |
| 2008年 | 若者のすべて | 日本テレビ系『音楽戦士 MUSIC FIGHTER』2008年2月度POWER PLAY |
| 2014年 | LIFE         | 石川テレビ『N-18 凸』2月の凸tune                            |

## ラジオ
1. AKANEIRO RADIO
2. フジファブリックのGUCHI GUCHI言わせて
3. フジファブリックのネトネト言わせて
4. インターネットラジオ「MUSIC」発売記念スペシャル!!
5. フジファブリックのゆるゆるいかせて